# Help Me to Help Myself
〈Help Me to Help Myself〉는 1980년 존 레논에 의해 씌여지고 녹음된 곡이다. 레논이 거주하던 다코다 아파트에서 녹음된 홈 레코딩 곡으로 레논의 생전 마지막 녹음 곡 중 하나에 속한다.

## 가사
이 곡의 가사에서는 레논이 자신의 죽음을 예감하고 있었음을 암시하는 대사들이 포함되어 있다. 레논은 이 곡의 전반부에서 "글쎄, 난 살아 남기 위해 많이 노력해 왔어 / 하지만 파괴의 천사가 계속 나를 괴롭히고 있네 / 내 마음 속에서는 알고 있어 / 우리는 결코 헤어질 수 없음을, 오 아니야 (Well, I tried so hard to stay alive / But the angel of destruction keeps on houndin' me all around / But I know in my heart / That we never really parted, oh no)라고 말한다. 그리고 후반부에서는 "신이여 나를 도우소서 / 신이여 나를 도우소서 / 제발 신이여 나를 도우소서 / 내 스스로를 도울수 있도록 / 신이여 나를 도우소서 (Lord, help me, Lord / Please, help me, Lord, yeah yeah yeah / Help me to help myself / Help me to help myself"라고 외친다. 팔로폰의 대변인은 이 곡에서의 대사들이 레논의 죽음에 대한 언급으로 해석될 수 있다는 사실에 대해 "으스스" 하다고 말했다.
한편 〈Help Me to Help Myself〉의 초기 버전으로 가사가 약간 다른 〈I Don't Wanna Sleep Alone〉이라는 제목의 버전도 존재한다. 

## 발표
이 곡은 존 레논의 60번째 생일을 기념하기 위해 발매된 레논의 생전 마지막 앨범 《Double Fantasy》의 재발매 버전에 보너스 트랙으로 수록되어 발표되었다. 발표 당일 오노 요코는 언론과의 인터뷰에서 이렇게 말했다. "레논이 집에서 피아노로 이 곡을 연주하고 있었는데, 반은 웃으면서 "우리가 이 곡을 발표하면 어떨까?"라고 말했습니다. 사람들은 죽음 가까이에서 신을 생각한다고 말합니다. 이 곡도 그렇게 볼 수 있습니다. 그가 무엇을 생각하고 있었는지는 모르지만, 이 곡은 아름다운 노래입니다. 그리고 여러분과 함께 나누고 싶습니다. 레논의 이 60번째 생일에 전세계 사람들로부터 많은 관심과 사랑을 받고 있어서 너무 행복합니다"